# Приз Известий 1975
Приз Известий 1975 — міжнародний хокейний турнір у СРСР, проходив 17—21 грудня 1975 року в Москві. У турнірі брали участь національні збірні: СРСР, Чехословаччини, Фінляндії та Швеції.

## Результати та таблиця
| 1 | СРСР           | ~   | 3:2 | 5:3 | 6:2 | 3 | 3 | 0 | 0 | 14—7  | 6 |
| 2 | Чехословаччина | 2:3 | ~   | 8:2 | 3:1 | 3 | 2 | 0 | 1 | 13—6  | 4 |
| 3 | Швеція         | 3:5 | 2:8 | ~   | 8:2 | 3 | 1 | 0 | 2 | 13—15 | 2 |
| 4 | Фінляндія      | 2:6 | 1:3 | 2:8 | ~   | 3 | 0 | 0 | 3 | 5—17  | 0 |

М — підсумкове місце, І - матчі, В — перемоги, Н — нічиї, П — поразки, Ш — закинуті та пропущені шайби, О — очки

## Найкращі гравці турніру
| Найкращий воротар  | Горан Хегюста      |
| Найкращий захисник | Франтішек Поспішил |
| Найкращий нападник | Володимир Шадрін   |

## Найкращий бомбардир
- Валерій Харламов 7 (5+2)